# Leichtathletik-Europameisterschaften 1966
| 8. Leichtathletik-Europameisterschaften | 8. Leichtathletik-Europameisterschaften |
| --------------------------------------- | --------------------------------------- |
|                                         |                                         |
| Stadt                                   | Budapest                                |
| Stadion                                 | Népstadion                              |
| Wettbewerbe                             | 36                                      |
| Eröffnung                               | 30. August 1966                         |
| Schlussfeier                            | 4. September 1966                       |
| Chronik                                 |                                         |
| ← Belgrad 1962                          | Athen 1969 →                            |

| Medaillenspiegel (Endstand nach 36 Entscheidungen) | Medaillenspiegel (Endstand nach 36 Entscheidungen) | Medaillenspiegel (Endstand nach 36 Entscheidungen) | Medaillenspiegel (Endstand nach 36 Entscheidungen) | Medaillenspiegel (Endstand nach 36 Entscheidungen) | Medaillenspiegel (Endstand nach 36 Entscheidungen) |
| Platz                                              | Land                                               | Gold                                               | Silber                                             | Bronze                                             | Gesamt                                             |
| -------------------------------------------------- | -------------------------------------------------- | -------------------------------------------------- | -------------------------------------------------- | -------------------------------------------------- | -------------------------------------------------- |
| 1                                                  | DDR                                                | 8                                                  | 3                                                  | 6                                                  | 17                                                 |
| 2                                                  | Polen                                              | 7                                                  | 5                                                  | 3                                                  | 15                                                 |
| 3                                                  | UdSSR                                              | 6                                                  | 7                                                  | 7                                                  | 20                                                 |
| 4                                                  | Frankreich                                         | 4                                                  | 3                                                  | 7                                                  | 14                                                 |
| 5                                                  | Italien                                            | 3                                                  | –                                                  | –                                                  | 3                                                  |
| 6                                                  | BR Deutschland                                     | 2                                                  | 10                                                 | 9                                                  | 21                                                 |
| 7                                                  | Großbritannien                                     | 2                                                  | –                                                  | –                                                  | 2                                                  |
| 8                                                  | Ungarn                                             | 1                                                  | 4                                                  | 3                                                  | 8                                                  |
| 9                                                  | Bulgarien                                          | 1                                                  | 1                                                  | –                                                  | 2                                                  |
| 10                                                 | Jugoslawien                                        | 1                                                  | –                                                  | –                                                  | 1                                                  |
| 10                                                 | Tschechoslowakei                                   | 1                                                  | –                                                  | –                                                  | 1                                                  |
| Vollständiger Medaillenspiegel                     |                                                    |                                                    |                                                    |                                                    |                                                    |

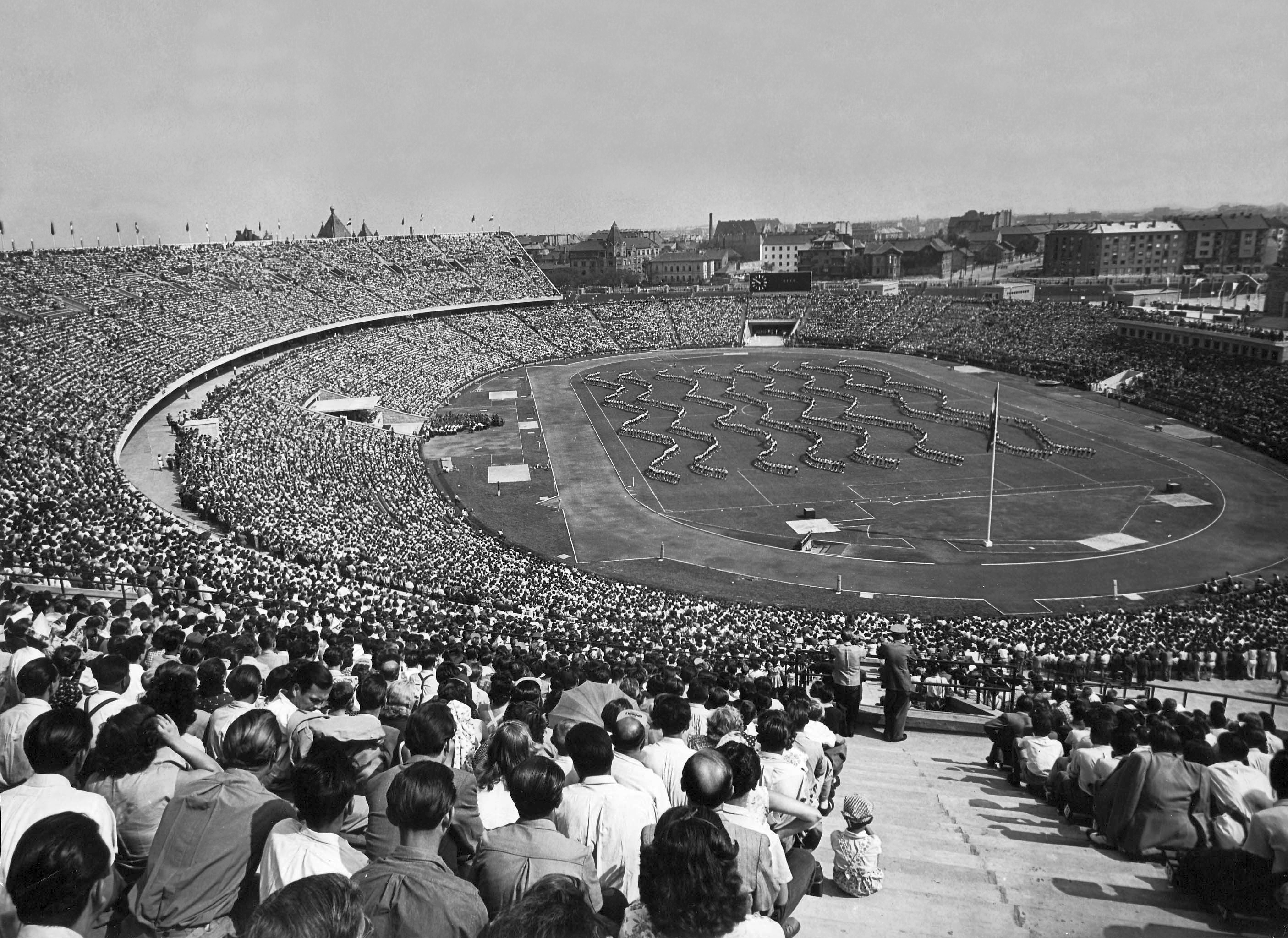
Das Népstadion bei einer Veranstaltung im Jahr 1953

Die 8. Leichtathletik-Europameisterschaften fanden vom 30. August bis zum 4. September 1966 in der ungarischen Hauptstadt Budapest statt. Mit Ausnahme des Marathonlaufs und der Gehwettbewerbe wurden die Wettkämpfe im Népstadion ausgetragen.

## Teilnehmer
Die Teilnahme der DDR unter eigener Flagge war bis kurz vor Beginn der Wettkämpfe umstritten. Die bundesdeutschen Athleten wurden von Politikern der Bundesrepublik Deutschland sogar zu einem Boykott der Europameisterschaften gedrängt. Der Vorsitzende des Deutschen Leichtathletik-Verbands DLV Max Danz hielt jedoch an der Teilnahme der Athleten seines Verbandes fest. Einen Boykott sollte es dann auf der Grundlage anderer Konstellationen bei den folgenden Europameisterschaften 1969 in Athen geben.

## Wettbewerbe
Bei diesen Europameisterschaften gab es keine Änderungen im Wettkampfprogramm. Das sollte sich ab 1969 bei den nachfolgenden Meisterschaften wieder ändern. Im Angebotskatalog für die Frauen gab es noch erheblichen Nachholbedarf und das Frauenprogramm wurde in den kommenden Jahrzehnten sukzessive erweitert, bis es dem der Männer weitgehend entsprach.

## Problemfeld Geschlechtsstatus
Diskussionen gab es um die Frage des Geschlechtsstatus: Sind alle Sportlerinnen, die bei den Frauenwettkämpfen antreten, tatsächlich, Frauen? Es hatte in der Vergangenheit vor allem bei zwei sowjetischen Sportlerinnen, den überaus erfolgreichen Geschwistern Tamara und Irina Press, Zweifel gegeben. Die beiden stellten sich den neu eingeführten Geschlechtstests (auch als „Sextests“ bezeichnet) nicht, nahmen somit an diesen Europameisterschaften nicht teil und tauchten von da an nie mehr bei Wettkämpfen auf.
Mit der hier ebenfalls stark auftretenden Polin Ewa Kłobukowska war eine weitere Athletin von diesen Geschlechtstests betroffen. Sie passierte die Überprüfung bei diesen Europameisterschaften ohne Beanstandung, wurde allerdings im Jahr 1967 im Rahmen des Europacups aufgrund ihrer Geschlechtschromosome als Hermaphrodit eingestuft. Dies hatte zur Folge, dass sie von da nicht mehr an Wettbewerben teilnehmen konnte. 1969 strich der Weltleichtathletikverband (damals IAAF) nachträglich alle Weltrekorde, an denen Ewa Kłobukowska beteiligt war. Ihre errungenen Titel und Medaillen durfte sie dagegen behalten. Zur Einordnung dieser Fakten gehört allerdings auch die Tatsache, dass die betroffene Sportlerin später heiratete und einen Sohn gebar.

## Sportliche Leistungen
Gleich bei ihrer ersten Teilnahme als eigener Verband wurde die DDR mit acht EM-Titeln erfolgreichste Nation. Die Sowjetunion hatte ihre alleinige Vormachtstellung der letzten Jahre in Europa eingebüßt. Hinter der DDR folgten Polen mit sieben EM-Titeln, die UdSSR (sechs Titel) und Frankreich (vier).
Bei den einzelnen Sportlern lag das Leistungsniveau hoch. Welt- und Europarekorde gab es diesmal zwar nicht, aber es wurden zahlreiche Meisterschafts- und Landesrekorde neu aufgestellt oder egalisiert.
- In 23 Disziplinen wurde der Europameisterschaftsrekord dreißig Mal eingestellt oder verbessert.
- In 14 Disziplinen gab es 39 egalisierte oder verbesserte Landesrekorde.

- Eine Athletin errang drei Goldmedaillen bei diesen Meisterschaften:
  - Irena Kirszenstein, spätere Irena Szewińska (Polen) – 200 Meter, Weitsprung, 4-mal-100-Meter-Staffel
- Zwei Athleten errangen je zwei Goldmedaillen:
  - Stanisław Grędziński (Polen) – 400 Meter, 4-mal-400-Meter-Staffel
  - Ewa Kłobukowska (Polen) – 100 Meter, 4-mal-100-Meter-Staffel (siehe dazu auch die Anmerkungen im Kapitel Problemfeld Geschlechtsstatus)
- Sieben der Europameister von 1966 hatten bereits vorher EM-Titel gewonnen:
  - Manfred Matuschewski (DDR) – 800 Meter, Wiederholung seines Erfolgs von 1962
  - Michel Jazy (Frankreich) – 5000 Meter, Europameister 1962 über 1500 Meter
  - Abdon Pamich (Italien) – 20-km-Gehen, Wiederholung seines Erfolgs von 1962
  - Vilmos Varjú (Ungarn) – Kugelstoßen, Wiederholung seines Erfolgs von 1962
  - Jānis Lūsis (Sowjetunion) – Speerwurf, Wiederholung seines Erfolgs von 1962

## Resultate Männer

### 100 m

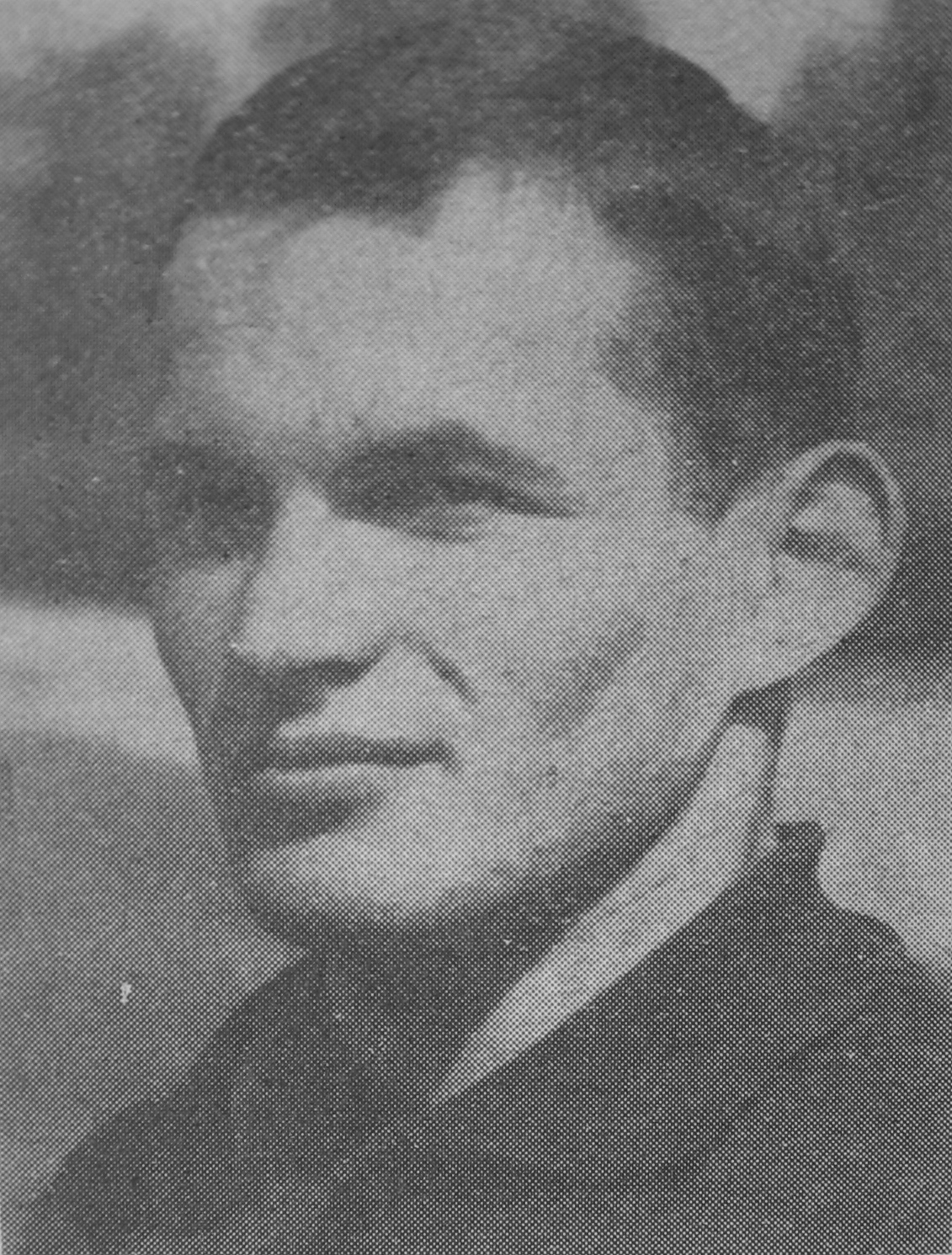
Sprinteuropameister Wiesław Maniak

| Platz | Athlet                | Land | Zeit (s)  | Zeit (s)    |
| Platz | Athlet                | Land | offiziell | inoffiziell |
| ----- | --------------------- | ---- | --------- | ----------- |
| 1     | Wiesław Maniak        | POL  | 10,5      | 10,60       |
| 2     | Roger Bambuck         | FRA  | 10,5      | 10,61       |
| 3     | Claude Piquemal       | FRA  | 10,5      | 10,62       |
| 4     | Manfred Knickenberg   | FRG  | 10,5      | 10,62       |
| 5     | Ito Gianni            | ITA  | 10,6      | 10,71       |
| 6     | Barrie Kelly          | GBR  | 10,7      | 10,76       |
| 7     | Nikolai Iwanow        | URS  | 10,7      | 10,82       |
| 8     | Pasquale Giannattasio | ITA  | 20,1      | k. A.       |

Finale: 31. August
Wind: −0,6 m/s

### 200 m

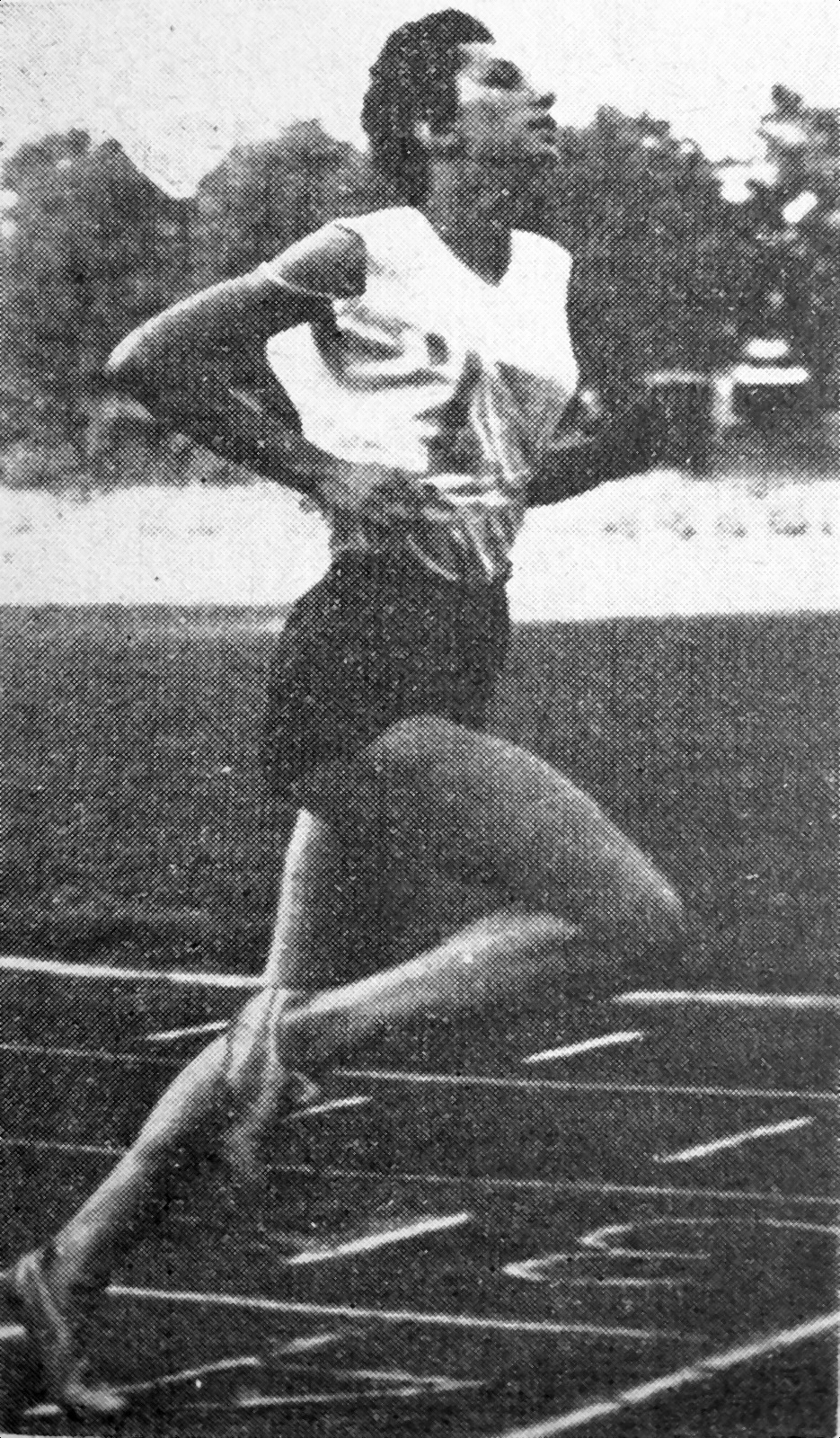

| Platz | Athlet             | Land | Zeit (s) |
| ----- | ------------------ | ---- | -------- |
| 1     | Roger Bambuck      | FRA  | 20,93    |
| 2     | Marian Dudziak     | POL  | 21,00    |
| 3     | Jean-Claude Nallet | FRA  | 21,00    |
| 4     | Jan Werner         | POL  | 21,10    |
| 5     | Ladislav Kříž      | TCH  | 21,30    |
| 6     | Fritz Roderfeld    | FRG  | 21,40    |
| 7     | Livio Berruti      | ITA  | 21,50    |
| 8     | Ennio Preatoni     | ITA  | 21,70    |

Finale: 2. September
Wind: ±0,0 m/s

### 400 m

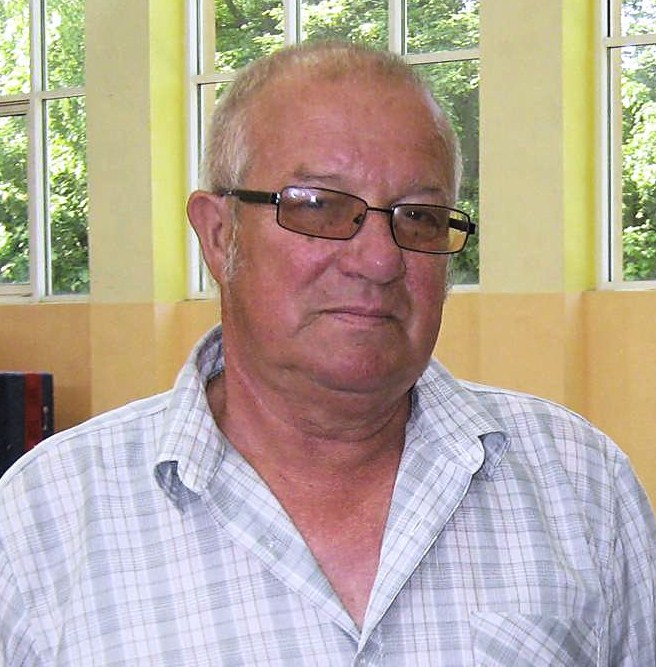
Europameister Stanisław Grędziński
(hier im Jahr 2011)

| Platz | Athlet               | Land | Zeit (s) |
| ----- | -------------------- | ---- | -------- |
| 1     | Stanisław Grędziński | POL  | 46,0     |
| 2     | Andrzej Badeński     | POL  | 46,2     |
| 3     | Manfred Kinder       | FRG  | 46,3     |
| 4     | Wilfried Weiland     | GDR  | 46,6     |
| 5     | Rolf Krüsmann        | FRG  | 46,7     |
| 6     | Josef Trousil        | TCH  | 46,9     |
| 7     | Tim Graham           | GBR  | 46,9     |
| DNF   | Siegfried König      | FRG  |          |

Finale: 1. September

### 800 m

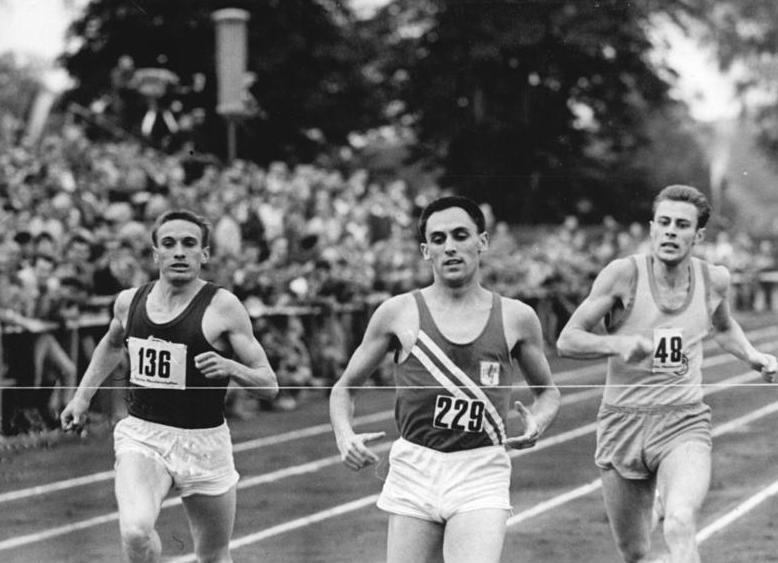
Manfred Matuschewski (hier als Gewinner der DDR-Meisterschaften 1963) besiegte überraschend den Europarekordler Franz-Josef Kemper

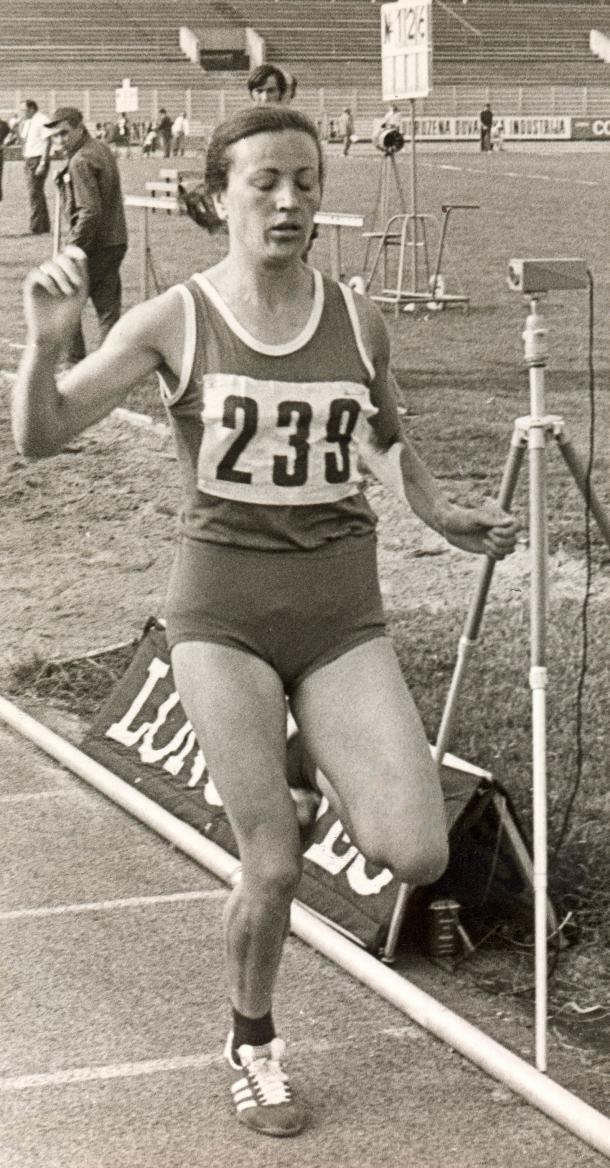

| Platz | Athlet               | Land | Zeit (min)   |
| ----- | -------------------- | ---- | ------------ |
| 1     | Manfred Matuschewski | GDR  | 1:45,9 CR/NR |
| 2     | Franz-Josef Kemper   | FRG  | 1:46,0000000 |
| 3     | Bodo Tümmler         | FRG  | 1:46,3000000 |
| 4     | Chris Carter         | GBR  | 1:46,3 NR000 |
| 5     | Tomáš Jungwirth      | TCH  | 1:46,7 NR000 |
| 6     | John Boulter         | GBR  | 1:47,0000000 |
| 7     | Alberto Esteban      | ESP  | 1:47,4 NR000 |
| 8     | Noel Carroll         | IRL  | 1:47,9000000 |

Finale: 4. September

### 1500 m
| Platz | Athlet              | Land | Zeit (min) |
| ----- | ------------------- | ---- | ---------- |
| 1     | Bodo Tümmler        | FRG  | 3:41,9     |
| 2     | Michel Jazy         | FRA  | 3:42,2     |
| 3     | Harald Norpoth      | FRG  | 3:42,4     |
| 4     | Alan Simpson        | GBR  | 3:43,8     |
| 5     | Jürgen May          | GDR  | 3:44,1     |
| 6     | André De Hertoghe   | BEL  | 3:44,3     |
| 7     | Jean Wadoux         | FRA  | 3:44,5     |
| 8     | Henryk Szordykowski | POL  | 3:45,8     |

Finale: 1. September
Bodo Tümmler bezwang den Europarekordinhaber Michel Jazy und Harald Norpoth.

### 5000 m
| Platz | Athlet           | Land | Zeit (min) |
| ----- | ---------------- | ---- | ---------- |
| 1     | Michel Jazy      | FRA  | 13:42,8 CR |
| 2     | Harald Norpoth   | FRG  | 13:44,0000 |
| 3     | Bernd Dießner    | GDR  | 13:47,8000 |
| 4     | Derek Graham     | GBR  | 13:48,0000 |
| 5     | Lajos Mecser     | HUN  | 13:48,0000 |
| 6     | Bengt Nåjde      | SWE  | 13:48,2000 |
| 7     | István Kiss      | HUN  | 13:48,2000 |
| 8     | Jean-Luc Salomon | FRA  | 13:52,0000 |

Finale: 4. September

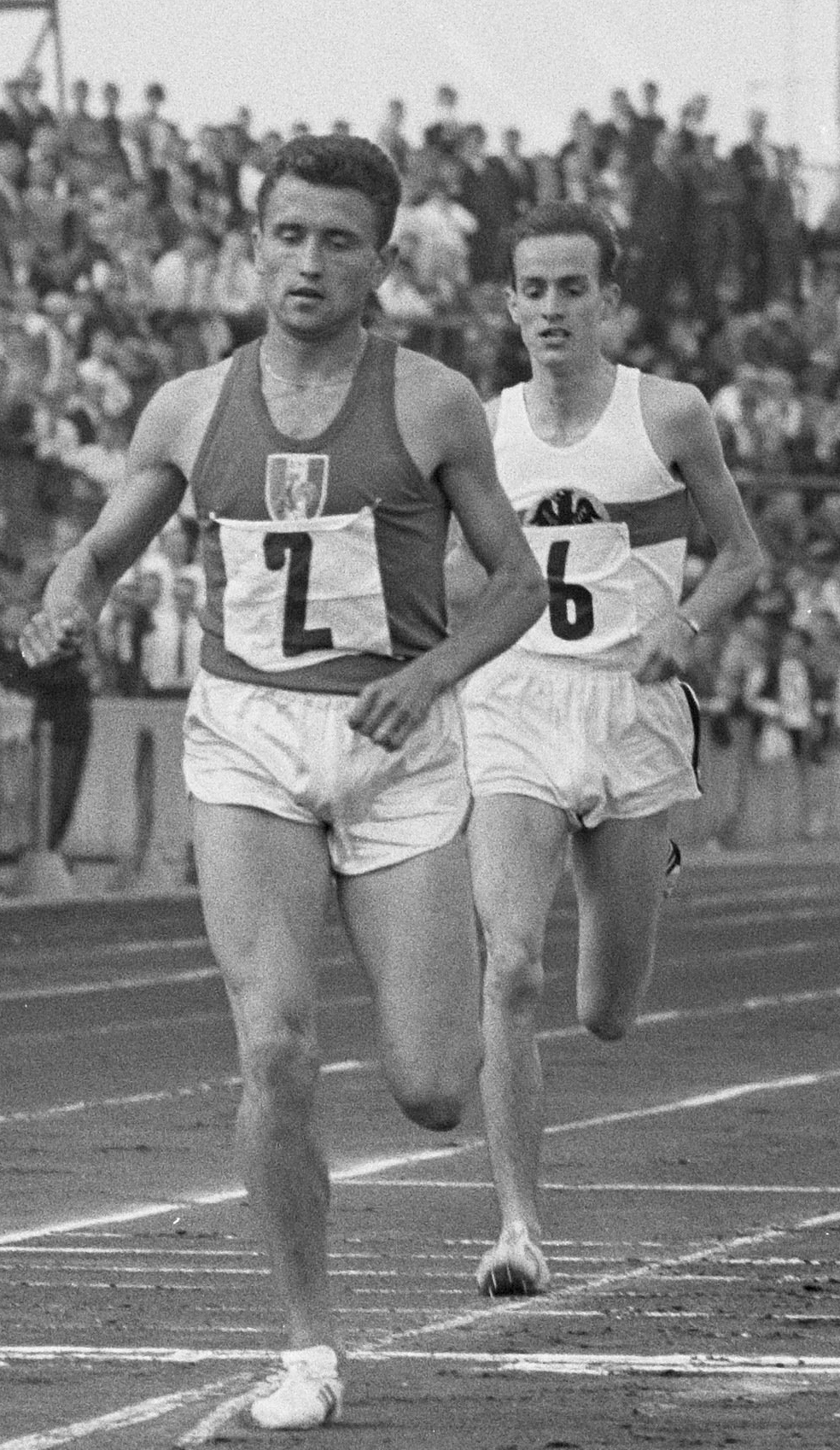

Michel Jazy siegte vor Harald Norpoth – wie auf dem Foto rechts in einem Rennen von 1963.

### 10.000 m
| Platz | Athlet            | Land | Zeit (min) |
| ----- | ----------------- | ---- | ---------- |
| 1     | Jürgen Haase      | GDR  | 28:26,0 CR |
| 2     | Lajos Mecser      | HUN  | 28:27,0000 |
| 3     | Leonid Mikitenko  | URS  | 28:32,2000 |
| 4     | Manfred Letzerich | FRG  | 28:36,8000 |
| 5     | Allan Rushmer     | GBR  | 28:37,8000 |
| 6     | Bruce Tulloh      | GBR  | 28:50,4000 |
| 7     | János Szerényi    | HUN  | 28:52,2000 |
| 8     | Gaston Roelants   | BEL  | 28:59,6000 |

Datum: 30. August

### Marathon
| Platz | Athlet                 | Land | Zeit (h)  |
| ----- | ---------------------- | ---- | --------- |
| 1     | Jim Hogan              | GBR  | 2:20:04,6 |
| 2     | Aurèle Vandendriessche | BEL  | 2:21:43,6 |
| 3     | Gyula Tóth             | HUN  | 2:22:02,0 |
| 4     | Carlos Pérez           | ESP  | 2:22:230  |
| 5     | Anatoli Skripnik       | URS  | 2:23:140  |
| 6     | Anatoli Sucharkow      | URS  | 2:23:330  |
| 7     | Kalevi Ihaksi          | FIN  | 2:23:380  |
| 8     | Pavel Kantorek         | TCH  | 2:23:490  |

Datum: 4. September

### 110 m Hürden
| Platz | Athlet                   | Land | Zeit (s) |
| ----- | ------------------------ | ---- | -------- |
| 1     | Eddy Ottoz               | ITA  | 13,7 CRe |
| 2     | Hinrich John             | FRG  | 14,00000 |
| 3     | Marcel Duriez            | FRA  | 14,00000 |
| 4     | Anatoli Michailow        | URS  | 14,10000 |
| 5     | Giovanni Cornacchia      | ITA  | 14,20000 |
| 6     | Sergio Liani             | ITA  | 14,20000 |
| 7     | Wjatscheslaw Skomorochow | URS  | 14,20000 |
| 8     | Bo Forssander            | SWE  | 14,30000 |

Finale: 4. September
Wind: −0,2 m/s

### 400 m Hürden
| Platz | Athlet            | Land | Zeit (s) |
| ----- | ----------------- | ---- | -------- |
| 1     | Roberto Frinolli  | ITA  | 49,8     |
| 2     | Gerd Loßdörfer    | FRG  | 50,3     |
| 3     | Robert Poirier    | FRA  | 50,5     |
| 4     | Wassyl Anissimow  | URS  | 50,5     |
| 5     | Jaako Tuominen    | FIN  | 50,9     |
| 6     | Horst Gieseler    | FRG  | 51,2     |
| 7     | Jean-Jacques Behm | FRA  | 51,3     |
| 8     | Alain Hébrard     | FRA  | 52,8     |

Finale: 2. September

### 3000 m Hindernis
| Platz | Athlet            | Land | Zeit (min)   |
| ----- | ----------------- | ---- | ------------ |
| 1     | Wiktor Kudinski   | URS  | 8:26,6 CR/NR |
| 2     | Anatoli Kurjan    | URS  | 8:28,0000000 |
| 3     | Gaston Roelants   | BEL  | 8:28,0000000 |
| 4     | Guy Texereau      | FRA  | 8:30,0 NR000 |
| 5     | Manfred Letzerich | FRG  | 8:31,0 DR000 |
| 6     | Dieter Hartmann   | GDR  | 8:31,6 NR000 |
| 7     | Zoltan Vamoș      | ROM  | 8:34,0 NR000 |
| 8     | Maurice Herriott  | GBR  | 8:37,0000000 |

Finale: 3. September

### 4 × 100 m Staffel
| Platz | Land             | Athleten                                                          | Zeit (s) |
| ----- | ---------------- | ----------------------------------------------------------------- | -------- |
| 1     | Frankreich       | Marc Berger Jocelyn Delecour Claude Piquemal Roger Bambuck        | 39,4 CR  |
| 2     | UdSSR            | Edvīns Ozoliņš Armin Tujakow Boris Sawtschuk Nikolai Iwanow       | 39,8000  |
| 3     | BR Deutschland   | Hans-Jürgen Felsen Gert Metz Dieter Enderlein Manfred Knickenberg | 39,8000  |
| 4     | DDR              | Heinz Erbstößer Rainer Berger Hermann Burde Harald Eggers         | 40,0000  |
| 5     | Großbritannien   | Lynn Davies Ronald Jones Menzies Campbell Barrie Kelly            | 40,1000  |
| 6     | Italien          | Ennio Preatoni Ipolito Giani Nello Simoncelli Sergio Ottolina     | 40,2000  |
| 7     | Tschechoslowakei | Petr Utekal Herbert Bende Jiří Kynos Ladislav Kříž                | 40,6000  |
| 8     | Niederlande      | Piet Tamminga Leo de Winter Wim Blom Rob Heemskerk                | 40,7000  |

Finale: 4. September

### 4 × 400 m Staffel
| Platz | Land             | Athleten                                                             | Zeit (min) |
| ----- | ---------------- | -------------------------------------------------------------------- | ---------- |
| 1     | Polen            | Jan Werner Edmund Borowski Stanisław Grędziński Andrzej Badeński     | 3:04.5 CR  |
| 2     | BR Deutschland   | Friedrich Roderfeld Jens Ulbricht Rolf Krüsmann Manfred Kinder       | 3:04.8000  |
| 3     | DDR              | Jochen Both Günter Klann Michael Zerbes Wilfried Weiland             | 3:05.7000  |
| 4     | Frankreich       | Jean-Pierre Boccardo Jean-Claude Nallet Robert Poirier Michel Samper | 3:05.7000  |
| 5     | Großbritannien   | John Adey John Sherwood Martin Winbolt-Lewis Tim Graham              | 3:05.9000  |
| 6     | Italien          | Bruno Bianchi Roberto Frinolli Furio Fusi Sergio Bello               | 3:06.5000  |
| 7     | Tschechoslowakei | Josef Hegyes Jaromir Haisl Pavel Pěnkava Josef Trousil               | 3:09.3000  |
| 8     | Ungarn           | László Horváth Imre Nemesházi Gyula Rábai István Bátori              | 3:10.3000  |

Finale: 4. September

### 20 km Gehen

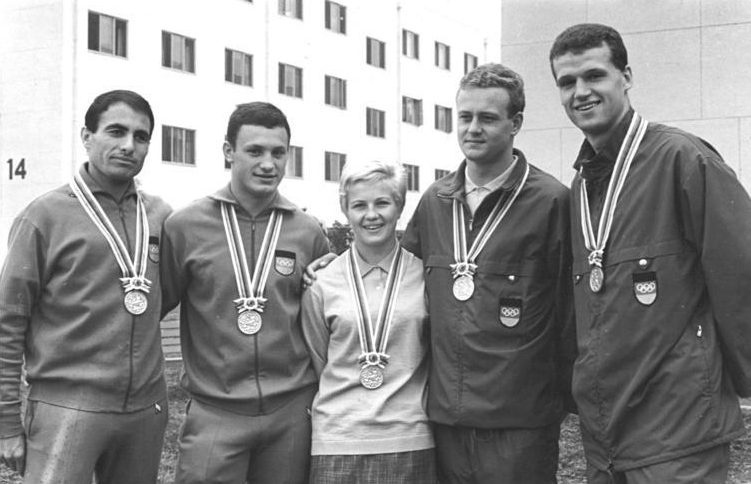
Europameister Dieter Lindner (ganz links) zusammen mit weiteren DDR-Athleten bei den Olympischen Spielen 1964

| Platz | Athlet                  | Land | Zeit (h)     |
| ----- | ----------------------- | ---- | ------------ |
| 1     | Dieter Lindner          | GDR  | 1:29:25,0 CR |
| 2     | Wolodymyr Holubnytschyj | URS  | 1:30:06,0000 |
| 3     | Mykola Smaha            | URS  | 1:30:18,0000 |
| 4     | Gerhard Sperling        | GDR  | 1:31:25,8000 |
| 5     | Anatoli Wedjakow        | URS  | 1:32:00,8000 |
| 6     | Antal Kiss              | HUN  | 1:32:42,4000 |
| 7     | Peter Fullager          | GBR  | 1:33:02,4000 |
| 8     | Henri Delerue           | FRA  | 1:33:41,2000 |

Datum: 30. August

### 50 km Gehen
| Platz | Athlet                  | Land | Zeit (h)  |
| ----- | ----------------------- | ---- | --------- |
| 1     | Abdon Pamich            | ITA  | 4:18:42,2 |
| 2     | Gennadi Agapow          | URS  | 4:20:01,2 |
| 3     | Oleksandr Schtscherbyna | URS  | 4:20:47,2 |
| 4     | Kurt Sakowski           | GDR  | 4:22:35,0 |
| 5     | Ray Middleton           | GBR  | 4:23:01,0 |
| 6     | Henri Delerue           | FRA  | 4:24:30,4 |
| 7     | Günter Rieger           | GDR  | 4:25:50,8 |
| 8     | Vittorio Visini         | ITA  | 4:26:22,4 |

Datum: 3. September

### Hochsprung
| Platz | Athlet                | Land | Höhe (m) |
| ----- | --------------------- | ---- | -------- |
| 1     | Jacques Madubost      | FRA  | 2,12     |
| 2     | Robert Sainte-Rose    | FRA  | 2,12     |
| 3     | Waleri Skworzow       | URS  | 2,09     |
| 4     | Edward Czernik        | POL  | 2,06     |
| 5     | Andrei Chmarski       | URS  | 2,06     |
| 6     | Wolfgang Schillkowski | FRG  | 2,06     |
| 7     | Walentin Gawrilow     | URS  | 2,06     |
| 8     | Ingomar Sieghart      | FRG  | 2,03     |
| 8     | Kjell-Åke Nilsson     | SWE  | 2,03     |

Finale: 1. September

### Stabhochsprung
| Platz | Athlet                 | Land | Höhe (m) |
| ----- | ---------------------- | ---- | -------- |
| 1     | Wolfgang Nordwig       | GDR  | 5,10 CR  |
| 2     | Christos Papanikolaou  | GRE  | 5,05 NR  |
| 3     | Hervé d’Encausse       | FRA  | 5,00000  |
| 4     | Renato Dionisi         | ITA  | 4,80000  |
| 5     | Ignacio Sola           | ESP  | 4,80000  |
| 6     | Wlodzimierz Sokolowski | POL  | 4,80000  |
| 7     | Leszek Butscher        | POL  | 4,80000  |
| 8     | Claus Schiprowski      | FRG  | 4,70000  |

Finale: 2. September

### Weitsprung
| Platz | Athlet              | Land | Weite (m) |
| ----- | ------------------- | ---- | --------- |
| 1     | Lynn Davies         | GBR  | 7,98 CR   |
| 2     | Igor Ter-Owanessjan | URS  | 7,88000   |
| 3     | Jean Cochard        | FRA  | 7,88 NR   |
| 4     | Leonid Barkowskyj   | URS  | 7,74000   |
| 5     | Rainer Stenius      | FIN  | 7,68000   |
| 6     | Hermann Latzel      | FRG  | 7,59000   |
| 7     | Pentti Eskola       | FIN  | 7,51000   |
| 8     | Pertti Puosi        | FIN  | 7,46000   |

Finale: 31. August

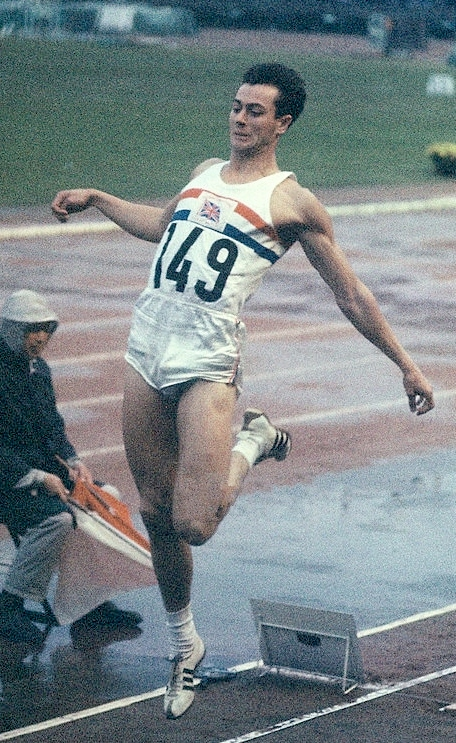

Nach seinem Olympiasieg 1964 errang Lynn Davies mit seinem letzten Sprung nun auch den EM-Titel.

### Dreisprung
| Platz | Athlet               | Land | Weite (m)   |
| ----- | -------------------- | ---- | ----------- |
| 1     | Georgi Stojkowski    | BUL  | 16,67 CR/NR |
| 2     | Hans-Jürgen Rückborn | GDR  | 16,66 NR000 |
| 3     | Henrik Kalocsai      | HUN  | 16,59 NR000 |
| 4     | Jan Jaskólski        | POL  | 16,57000000 |
| 5     | Józef Szmidt         | POL  | 16,45000000 |
| 6     | Michael Sauer        | FRG  | 16,39000000 |
| 7     | Șerban Ciochină      | ROM  | 16,22000000 |
| 8     | Siegfried Dähne      | GDR  | 16,17000000 |

Finale: 4. September

### Kugelstoßen
| Platz | Athlet               | Land | Weite (m) |
| ----- | -------------------- | ---- | --------- |
| 1     | Vilmos Varjú         | HUN  | 19,43 CR  |
| 2     | Nikolai Karassjow    | URS  | 18,82000  |
| 3     | Władysław Komar      | POL  | 18,68000  |
| 4     | Alfred Sosgórnik     | POL  | 18,38000  |
| 5     | Heinfried Birlenbach | FRG  | 18,37000  |
| 6     | Matti Yrjölä         | FIN  | 18,19000  |
| 7     | Pierre Colnard       | FRA  | 18,15 NR  |
| 8     | Dieter Hoffmann      | GDR  | 18,02000  |

Finale: 1. September

### Diskuswurf
| Platz | Athlet            | Land | Weite (m) |
| ----- | ----------------- | ---- | --------- |
| 1     | Detlef Thorith    | GDR  | 57,42     |
| 2     | Hartmut Losch     | GDR  | 57,34     |
| 3     | Lothar Milde      | GDR  | 56,80     |
| 4     | Edmund Piątkowski | POL  | 56,76     |
| 5     | Ludvík Daněk      | TCH  | 56,24     |
| 6     | Silvano Simeon    | ITA  | 55,96     |
| 7     | Zenon Begier      | POL  | 55,94     |
| 8     | Jiří Žemba        | TCH  | 54,20     |

Finale: 31. August
In der Qualifikation am 30. August erzielte der im Finale neuntplatzierte sowjetische Werfer Witautas Jaras mit 57,54 m einen neuen Meisterschaftsrekord.

### Hammerwurf
| Platz | Athlet             | Land | Weite (m) |
| ----- | ------------------ | ---- | --------- |
| 1     | Ramuald Klim       | URS  | 70,02 CR  |
| 2     | Gyula Zsivótzky    | HUN  | 68,62000  |
| 3     | Uwe Beyer          | FRG  | 67,28000  |
| 4     | Manfred Losch      | GDR  | 65,84000  |
| 5     | Wladimir Tribunski | URS  | 65,28000  |
| 6     | Lázár Lovász       | HUN  | 65,28000  |
| 7     | Sándor Eckschmiedt | HUN  | 64,52000  |
| 8     | Martin Lotz        | GDR  | 63,16000  |

Finale: 4. September

### Speerwurf

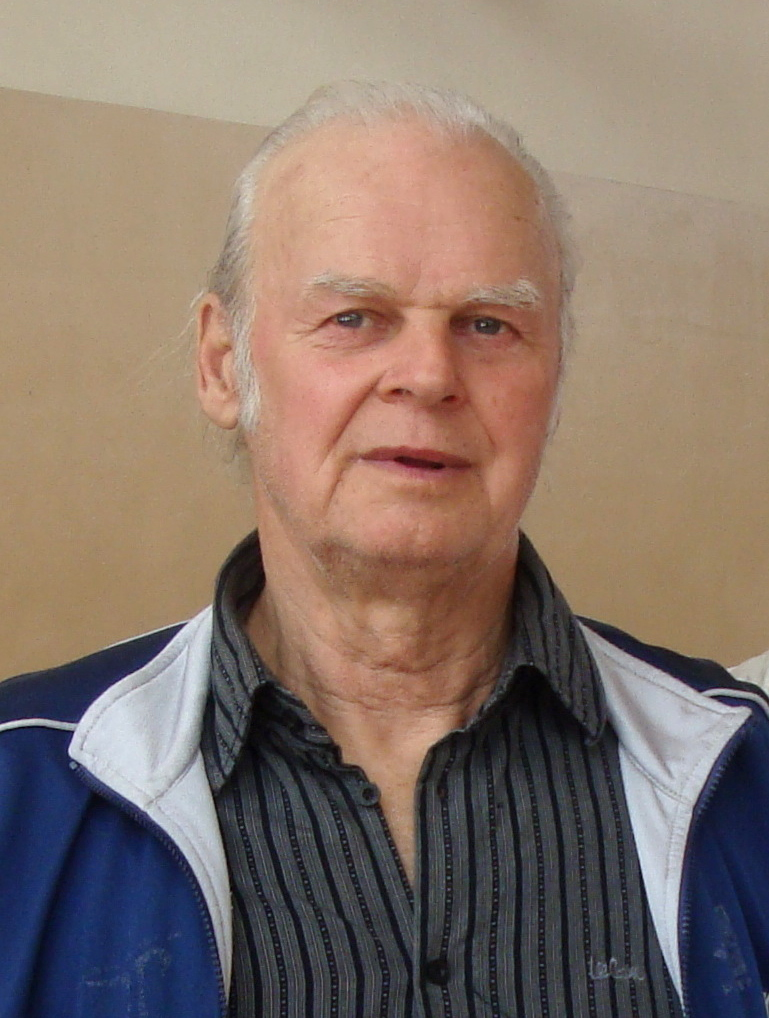
Zweiter EM-Titel für den Olympiadritten von 1964 Jānis Lūsis (hier im Jahr 2011)

| Platz | Athlet             | Land | Weite (m) |
| ----- | ------------------ | ---- | --------- |
| 1     | Jānis Lūsis        | URS  | 84,48 CR  |
| 2     | Władysław Nikiciuk | POL  | 81,76000  |
| 3     | Gergely Kulcsár    | HUN  | 80,54000  |
| 4     | Pauli Nevala       | FIN  | 80,36000  |
| 5     | Miklós Németh      | HUN  | 79,82000  |
| 6     | Väinö Kuisma       | FIN  | 79,26000  |
| 7     | Janusz Sidło       | POL  | 78,86000  |
| 8     | Manfred Stolle     | GDR  | 78,70000  |

Finale: 2. September

### Zehnkampf
| Platz | Athlet                | Land | P offiz. Wert. | P 85er Wert. |
| ----- | --------------------- | ---- | -------------- | ------------ |
| 1     | Werner von Moltke     | FRG  | 7740           | 7607         |
| 2     | Jörg Mattheis         | FRG  | 7614           | 7478         |
| 3     | Horst Beyer           | FRG  | 7562           | 7479         |
| 4     | Max Klauß             | GDR  | 7446           | 7280         |
| 5     | Rein Aun              | URS  | 7378           | 7210         |
| 6     | Jüri Otsmaa           | URS  | 7237           | 7054         |
| 7     | Mychajlo Storoschenko | URS  | 7172           | 7002         |
| 8     | Werner Duttweiler     | SUI  | 7165           | 6999         |

Datum: 31. August/1. September

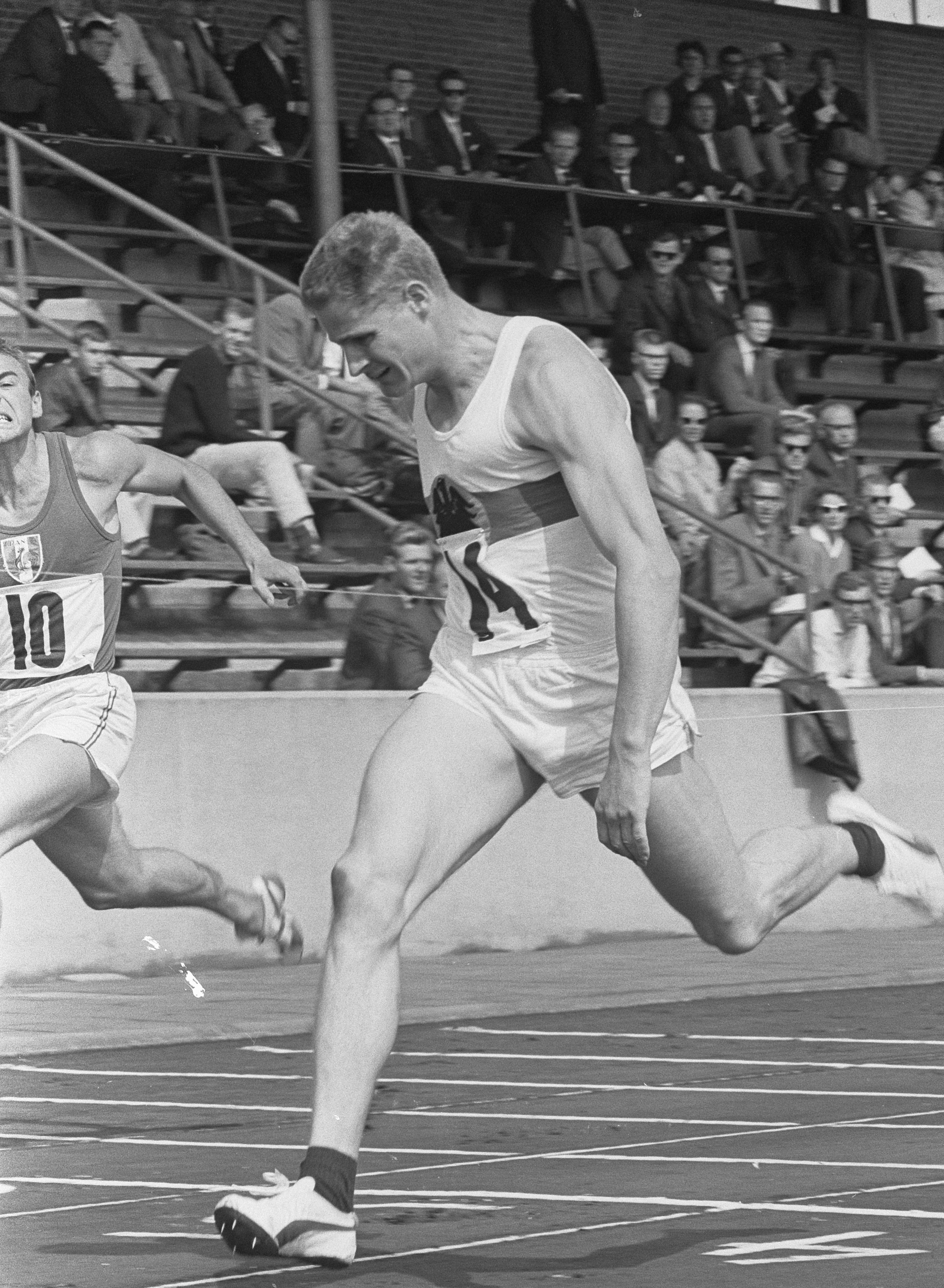
Nach der Vizeeuropa-
meisterschaft 1962 erreichte Werner von Moltke in diesem Jahr Rang eins

Gewertet wurde nach der Punktetabelle von 1964.
Zur Orientierung und Einordnung der Leistungen sind zum Vergleich die nach heutigem Wertungssystem von 1985 erreichten Punktzahlen mitaufgeführt. Danach wären die Plätze zwei und drei umgekehrt vergeben worden. Aber diese Vergleiche sind nur Anhaltswerte, denn als Grundlage müssen die jeweils unterschiedlichen Maßstäbe der Zeit gelten.

## Resultate Frauen

### 100 m
| Platz | Athletin           | Land | Zeit (s) |
| ----- | ------------------ | ---- | -------- |
| 1     | Ewa Kłobukowska    | POL  | 11,5     |
| 2     | Irena Kirszenstein | POL  | 11,5     |
| 3     | Karin Frisch       | FRG  | 11,8     |
| 4     | Eva Lehocká        | TCH  | 11,9     |
| 5     | Wera Popkowa       | URS  | 11,9     |
| 6     | Margit Nemesházi   | HUN  | 11,9     |
| 7     | Jutta Stöck        | FRG  | 11,9     |
| 8     | Hannelore Trabert  | FRG  | 12,0     |

Finale: 31. August
Wind: −1,1 m/s

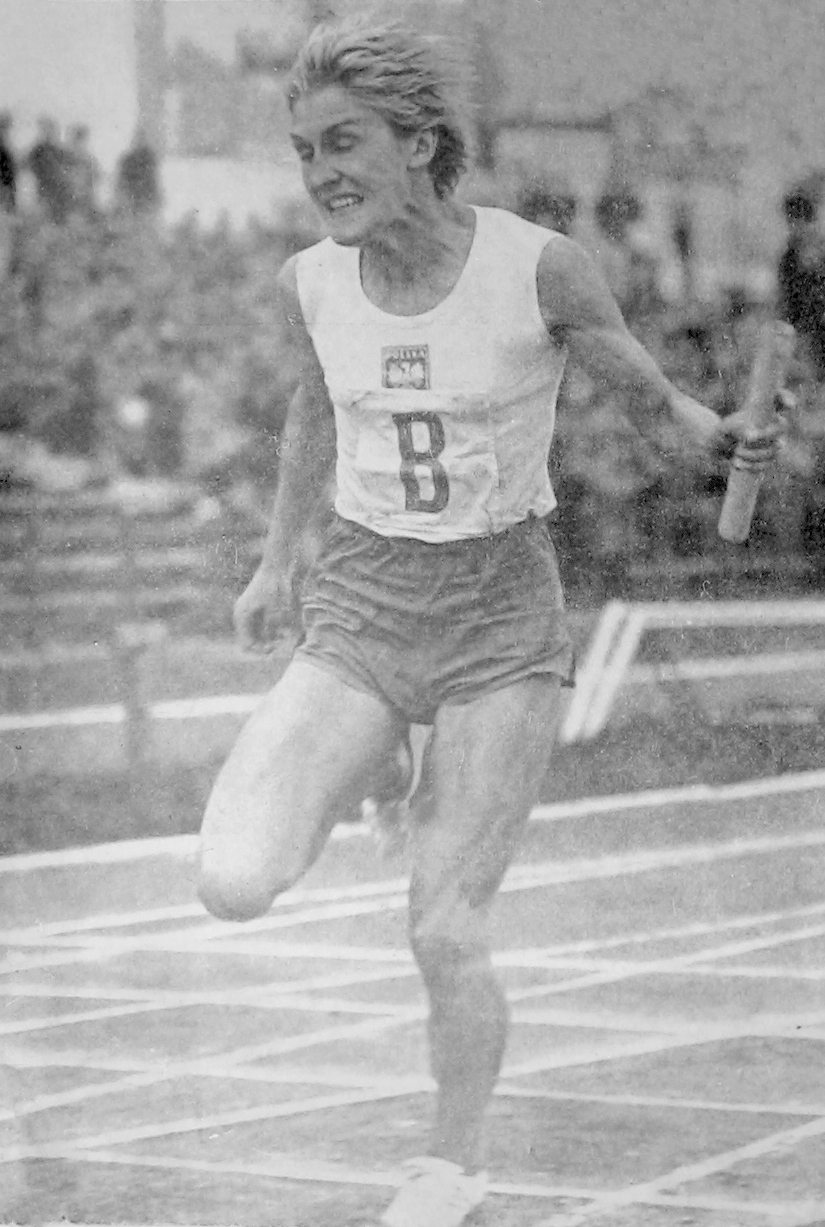

Einen Doppelsieg für Polen mit klarem Vorsprung gab es im Sprint mit Ewa Kłobukowska (Foto rechts) als Europameisterin.
In der Vorrunde und im Halbfinale hatte die neue Europameisterin den Meisterschaftsrekord von 11,4 s bei jeweils Windstille zweimal egalisiert. Im Finale führte der Gegenwind von 1,1 m/s mit dazu, dass es keine Verbesserungen oder weitere Egalisierungen des EM-Rekords gab.

### 200 m
| Platz | Athletin           | Land | Zeit (s) |
| ----- | ------------------ | ---- | -------- |
| 1     | Irena Kirszenstein | POL  | 23,1 CR  |
| 2     | Ewa Kłobukowska    | POL  | 23,4000  |
| 3     | Wera Popkowa       | URS  | 23,7000  |
| 4     | Kirsten Roggenkamp | FRG  | 23,8000  |
| 5     | Ingrid Tiedtke     | GDR  | 23,9000  |
| 6     | Eva Lehocká        | TCH  | 24,0000  |
| 7     | Hannelore Trabert  | FRG  | 24,2000  |
| 8     | True Hennipman     | NED  | 24,2000  |

Finale: 2. September
Wind: ±0,0 m/s
Irena Kirszenstein – spätere Irena Szewińska – errang hier die Titel über 200 Meter, 4-mal 100 Meter und im Weitsprung.

### 400 m
| Platz | Athletin              | Land | Zeit (s)   |
| ----- | --------------------- | ---- | ---------- |
| 1     | Anna Chmelková        | TCH  | 52,9 CR/NR |
| 2     | Antónia Munkácsi      | HUN  | 53,9000000 |
| 3     | Monique Noirot        | FRA  | 54,0000000 |
| 4     | Ljudmila Samotjossowa | URS  | 54,0000000 |
| 5     | Helga Henning         | FRG  | 54,1 BR000 |
| 6     | Berit Berthelsen      | NOR  | 54,1 NR000 |
| 7     | Zsuzsa Szabó          | HUN  | 54,3000000 |
| 8     | Amelia Louer          | NED  | 55,0000000 |

Finale: 1. September

### 800 m
| Platz | Athletin           | Land | Zeit (min)    |
| ----- | ------------------ | ---- | ------------- |
| 1     | Vera Nikolić       | YUG  | 2;02,8 CRe/NR |
| 2     | Zsuzsa Szabó       | HUN  | 2;03,1 NR0000 |
| 3     | Antje Gleichfeld   | FRG  | 2;03,7 DR0000 |
| 4     | Pam Piercy         | GBR  | 2;04,10000000 |
| 5     | Alla Kriwoschejewa | URS  | 2;04,20000000 |
| 6     | Wera Muchanowa     | URS  | 2;04,80000000 |
| 7     | Ilja Laman         | NED  | 2;05,20000000 |
| 8     | Waltraud Pöhlitz   | GDR  | 2;12,10000000 |

Finale: 4. September
Vera Nikolić (Foto rechts) gewann den 800-Meter-Titel in einem hochklassigen Wettbewerb.

### 80 m Hürden

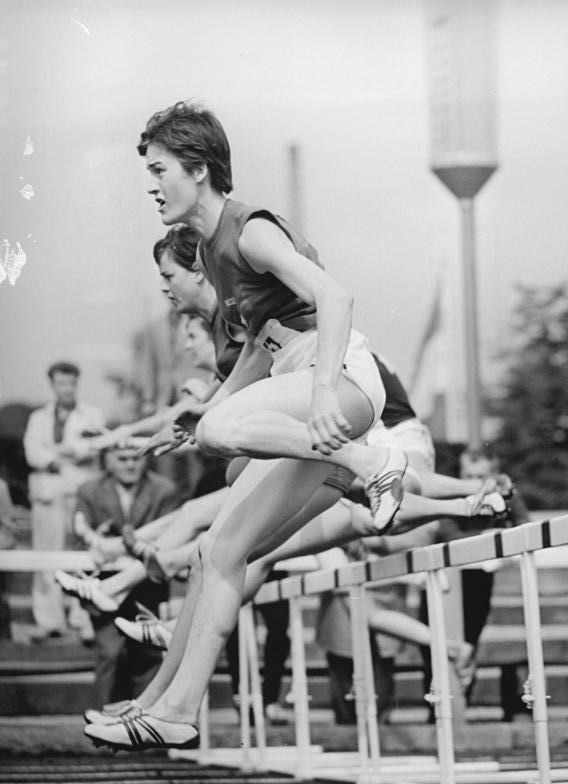
Karin Balzer – nach dem Olympiasieg 1964 nun auch der EM-Titel

| Platz | Athletin           | Land | Zeit (s) |
| ----- | ------------------ | ---- | -------- |
| 1     | Karin Balzer       | GDR  | 10,7     |
| 2     | Karin Frisch       | FRG  | 10,7     |
| 3     | Elżbieta Bednarek  | POL  | 10,7     |
| 4     | Renate Balck       | FRG  | 10,7     |
| 5     | Inge Schell        | FRG  | 10,8     |
| 6     | Nilija Kulkowa     | URS  | 10,9     |
| 7     | Danuta Straszyńska | POL  | 10,9     |
| 8     | Gundula Diel       | GDR  | 11,0     |

Finale: 4. September
Wind: +0,2 m/s

### 4 × 100 m Staffel
| Platz | Athletinnen    | Land                                                                    | Zeit (s) |
| ----- | -------------- | ----------------------------------------------------------------------- | -------- |
| 1     | Polen          | Elżbieta Bednarek Danuta Straszyńska Irena Kirszenstein Ewa Kłobukowska | 44,4 CR  |
| 2     | BR Deutschland | Renate Meyer Hannelore Trabert Karin Frisch Jutta Stöck                 | 44,5000  |
| 3     | UdSSR          | Wera Popkowa Walentyna Bolschowa Ljudmila Samotjossowa Renāte Lāce      | 44,6000  |
| 4     | Ungarn         | Margit Nemesházi Erzsébet Bartos Annamária Tóth Ida Such                | 45,1000  |
| 5     | DDR            | Ingrid Tiedtke Ursula Böhm Christina Heinich Renate Heldt               | 45,3000  |
| 6     | Großbritannien | Maureen Tranter Janet Simpson Daphne Slater Jill Hall                   | 45,4000  |
| 7     | Niederlande    | Truus Hennipman Martha Klaasen Wilma van Gool Lidy Vonk                 | 45,6000  |
| 8     | Frankreich     | Danielle Guéneau Sylviane Telliez Gabrielle Meyer Nicole Montandon      | 45,7000  |

Finale: 4. September

### Hochsprung
| Platz | Athletin              | Land | Höhe (m) |
| ----- | --------------------- | ---- | -------- |
| 1     | Taissija Tschentschik | URS  | 1,75     |
| 2     | Ljudmila Komlewa      | URS  | 1,73     |
| 3     | Jarosława Bieda       | POL  | 1,71     |
| 4     | Mária Faithová        | TCH  | 1,71     |
| 5     | Olga Gere-Pulić       | YUG  | 1,71     |
| 6     | Marjan Thomas         | NED  | 1,68     |
| 7     | Dagmar Melzer         | GDR  | 1,65     |
| 8     | Dorothy Shirley       | GBR  | 1,65     |

Finale: 4. September

### Weitsprung
| Platz | Athletin             | Land | Weite (m) |
| ----- | -------------------- | ---- | --------- |
| 1     | Irena Kirszenstein   | POL  | 6,55 CR   |
| 2     | Diana Jorgowa        | BUL  | 6,45000   |
| 3     | Helga Hoffmann       | FRG  | 6,38000   |
| 4     | Corrie Bakker        | NED  | 6,34 NR   |
| 5     | Viorica Viscopoleanu | ROM  | 6,33000   |
| 6     | Tatjana Talyschewa   | URS  | 6,33000   |
| 7     | Sheila Parkin        | GBR  | 6,30000   |
| 8     | Meta Antenen         | SUI  | 6,23 NR   |

Finale: 3. September

### Kugelstoßen
| Platz | Athletin              | Land | Weite (m) |
| ----- | --------------------- | ---- | --------- |
| 1     | Nadeschda Tschischowa | URS  | 17,22     |
| 2     | Margitta Gummel       | GDR  | 17,05     |
| 3     | Marita Lange          | GDR  | 16,96     |
| 4     | Galina Sybina         | URS  | 16,65     |
| 5     | Marija Tschorbowa     | BUL  | 15,97     |
| 6     | Gertrud Schäfer       | FRG  | 15,95     |
| 7     | Marlene Fuchs         | FRG  | 15,89     |
| 8     | Ana Sălăgean          | ROM  | 15,48     |

Finale: 30. August

### Diskuswurf
| Platz | Athletin               | Land | Weite (m) |
| ----- | ---------------------- | ---- | --------- |
| 1     | Christine Spielberg    | GDR  | 57,76 CR  |
| 2     | Liesel Westermann      | FRG  | 57,38 BR  |
| 3     | Anita Hentschel        | GDR  | 56,80000  |
| 4     | Jolán Kleiber          | HUN  | 56,24000  |
| 5     | Wirschinija Michajlowa | BUL  | 53,68000  |
| 6     | Ingrid Lotz            | GDR  | 53,34000  |
| 7     | Jiřina Němcová         | TCH  | 52,40000  |
| 8     | Štěpánka Mertová       | TCH  | 51,64000  |

Finale: 1. September

### Speerwurf
| Platz | Athletin            | Land | Weite (m) |
| ----- | ------------------- | ---- | --------- |
| 1     | Marion Lüttge       | GDR  | 58,74     |
| 2     | Mihaela Peneș       | ROM  | 56,94     |
| 3     | Walentina Popowa    | URS  | 56,70     |
| 4     | Jelena Gortschakowa | URS  | 55,96     |
| 5     | Elvīra Ozoliņa      | URS  | 55,52     |
| 6     | Márta Rudas         | HUN  | 54,30     |
| 7     | Daniela Tarkowska   | POL  | 49,70     |
| 8     | Erika Strasser      | AUT  | 49,26     |

Finale: 3. September
In der Qualifikation am 2. September hatte Europameisterin Marion Lüttge mit 59,70 m einen neuen Meisterschaftsrekord aufgestellt, der gleichzeitig auch ein deutscher Rekord war.

### Fünfkampf
| Platz | Athletin              | Land | P offiz. Wert. | P 85er Wert. |
| ----- | --------------------- | ---- | -------------- | ------------ |
| 1     | Walentina Tichomirowa | URS  | 4787           | 4057         |
| 2     | Heide Rosendahl       | FRG  | 4765           | 4048         |
| 3     | Inge Exner            | GDR  | 4713           | 3984         |
| 4     | Mary Rand             | GBR  | 4711           | 4001         |
| 5     | Annamária Tóth        | HUN  | 4704           | 4005         |
| 6     | Gerda Mittenzwei      | GDR  | 4675           | 3950         |
| 7     | Meta Antenen          | SUI  | 4535           | 3815         |
| 8     | Denise Guénard        | FRA  | 4483           | 3722         |

Datum: 31. August/1. September
Gewertet wurde nach der 1962 modifizierten Fünfkampftabelle.
Zur Orientierung und Einordnung der Leistungen sind zum Vergleich die nach heutigem Wertungssystem von 1985 für den Siebenkampf erreichten Punktzahlen mitaufgeführt. Danach hätte einige abweichende Platzierungen gegeben. Aber diese Vergleiche sind nur Anhaltswerte, denn als Grundlage müssen die jeweils unterschiedlichen Maßstäbe der Zeit gelten.

## Video
- UFA-Wochenschau 528/1966, Kurzvideo zu den Europameisterschaften 1966, 6. September 1966, Bereich: 7:03 min bis 9:19 min auf filmothek.bundesarchiv.de, abgerufen am 20. Juli 2022
- European Athletics In Budapest (1966), Eröffnungsfeier, Bereich: 4:31 min bis 5:31 min, youtube.com (englisch), abgerufen am 20. Juli 2022
- European Athletics Championships (1966), Schlussfeier, Bereich: ab 4:12 min, youtube.com (englisch), abgerufen am 20. Juli 2022